# Ligne de Carhaix à Rosporden
La ligne de Carhaix à Rosporden est une ligne ferroviaire française à voie métrique qui faisait partie de l'ancien Réseau breton. Elle s'étend dans les départements du Finistère, des Côtes-d'Armor et du Morbihan. 
Elle constituait la ligne 484 000 du réseau ferré national.

## Histoire
La loi du 17 juillet 1879 (dite plan Freycinet) portant classement de 181 lignes de chemin de fer dans le réseau des chemins de fer d’intérêt général retient en n° 73, une ligne de « Carhaix à ou près Quimperlé, et Carhaix à ou près Morlaix ». La ligne de Carhaix à Rosporden est donc concédée à titre éventuel par l'État à la Compagnie des chemins de fer de l'Ouest par une convention signée entre le ministre des Travaux publics et la compagnie le 25 mars 1885. Cette convention est approuvée par une loi le 10 décembre 1885. La ligne est déclarée d'utilité publique, rendant ainsi la concession définitive, par une loi le 22 décembre 1890.
La ligne a été ouverte le 2 août 1896 et constituait la ligne no 4 du Réseau breton. Elle a été fermée au service des voyageurs le 10 avril 1967 et au service des marchandises le 3 juillet suivant. Actuellement la ligne est transformée en voie verte.

## Tracé
Cette ligne avait une longueur de 48,750 kilomètres. Elle avait son origine en gare de Carhaix puis atteignait Port de Carhaix, gare d'échange avec la gare d'eau du canal de Nantes à Brest. Elle atteignait ensuite la gare de Motreff, limite du département des Côtes d'Armor, puis Gourin, capitale des Montagnes Noires, Scaër et enfin Rosporden, où elle rejoignait la ligne de Savenay à Landerneau.
La section de Carhaix à Port de Carhaix, construite à double voie, était commune avec la ligne de Carhaix à Camaret-sur-Mer.

## Exploitation
L'exploitation était assurée par la Société générale des chemins de fer économiques (SE) avec laquelle la Compagnie des chemins de fer de l'Ouest avait signé le 5 mars 1886, une convention d'affermage pour l'exploitation des lignes du réseau breton. Cette convention a été approuvée par décret le 5 mars 1887,

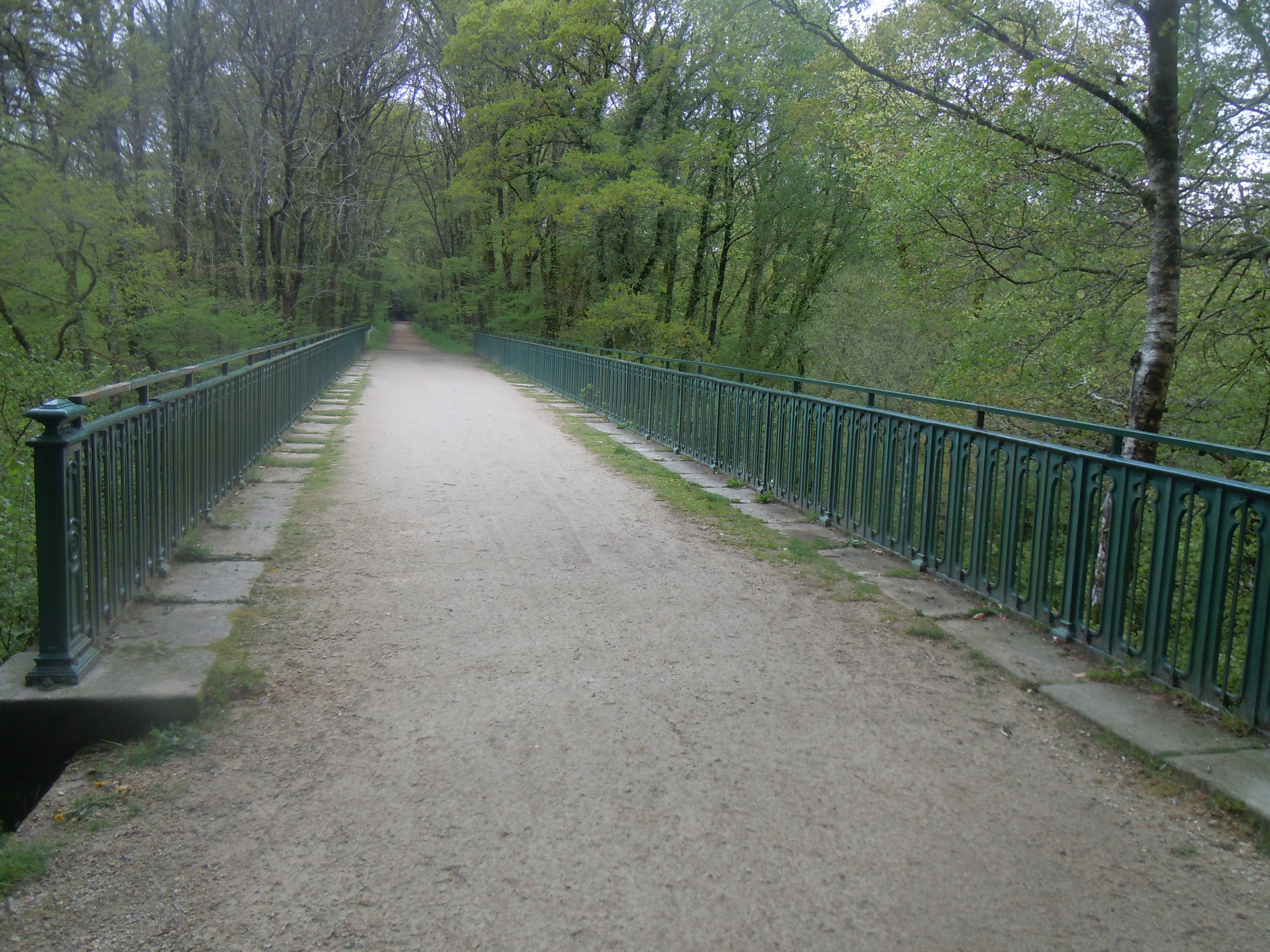
Viaduc de Kerninon à Scaër.
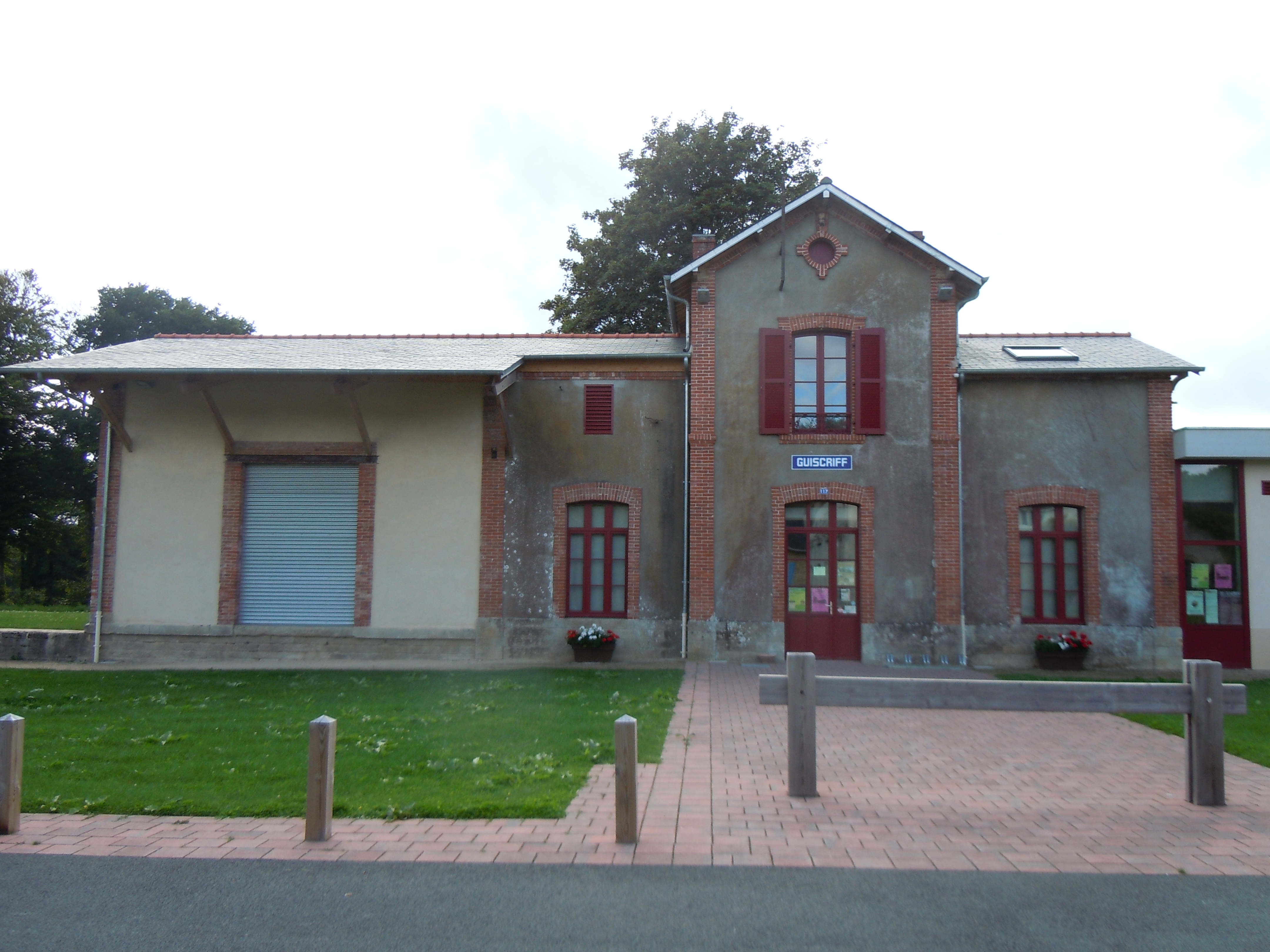
Ancienne gare de Guiscriff.
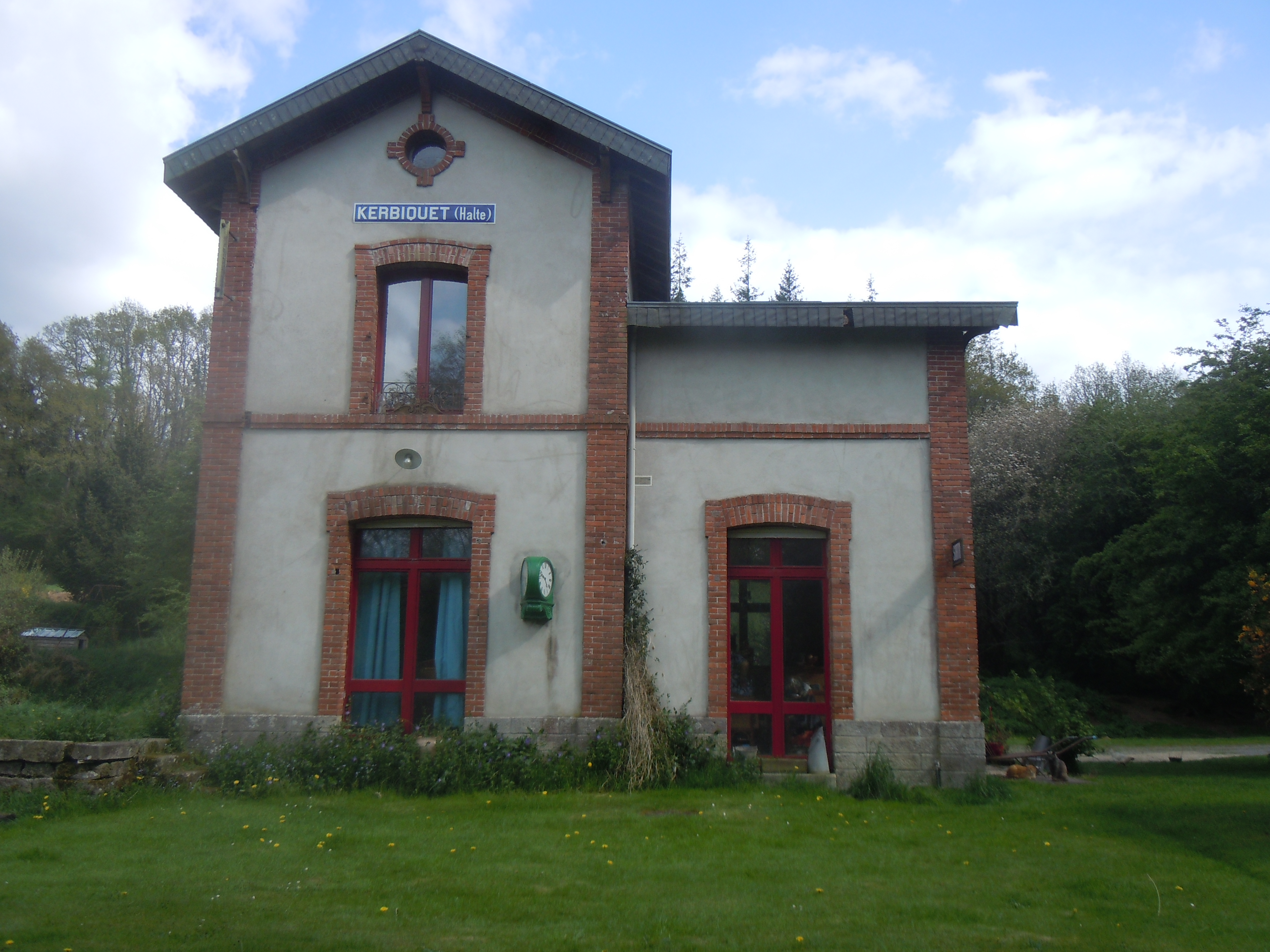
Ancienne halte de Kerbiquet
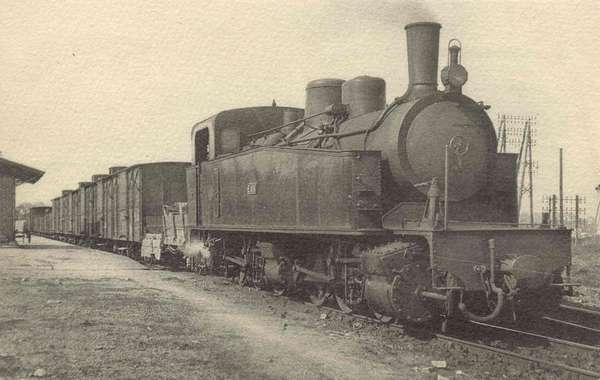
Train en gare de Rosporden